# Тейс ван ден Брук
Тейс ван ден Брук (нидерл. Thijs van den Broek ; 3 января 1994 года) — нидерландский шашист (международные шашки). Международный мастер. Член сборной Нидерландов.
Выступает за клубы: Dammend Tilburg и TDV Tilburg.
FMJD-Id: 15758

## Спортивная биография
2016
— 10 место Чемпионат мира по блицу
— 12 место Чемпионат мира по рапиду
— 5 место Командный чемпионат мира по блицу
— 6 место Командный чемпионат мира по рапиду
2014
— 8 место Чемпионат мира по рапиду
— 19 место Чемпионат мира по блицу
2013
1 место — Первенство Европы среди юниоров (блиц)